# Gentiana vandewateri
Gentiana vandewateri är en gentianaväxtart som beskrevs av Herbert Fuller Wernham. Gentiana vandewateri ingår i släktet gentianor, och familjen gentianaväxter. Inga underarter finns listade i Catalogue of Life.